# 乙酰乙酸钠
乙酰乙酸钠是一种有机酸盐，化学式为C4H5NaO3，可由乙酰乙酸乙酯和氢氧化钠在水溶液中回流制得。它和戊二醛在氯化铵的酸溶液中加热反应，可以得到顺式-2,6-二丙酮基哌啶。